# Hertug af Brabant
Hertug af Brabant (nederlandsk: Hertog van Brabant, fransk: Duc de Brabant, tysk: Herzog von Brabant, spansk: Duque de Brabante) er historisk titel, der traditionelt tilhører den spanske konge.
Siden 1840 er titlen dog også blevet brugt af den belgiske konges ældste søn (kronprinsen). Fra 2013 har kongens ældste datter (den belgiske tronfølger) båret titlen hertuginde af Brabant.

## Titlens oprindelse
Titlen stammer fra det historiske hertugdømme Brabant. 
Titlen har dermed ingen direkte forbindelse med de nuværende brabantske provinser og arrondissementer (det hollandske Noord-Brabant samt de belgiske områder Antwerpen, Vlaams-Brabant, Bruxelles og Brabant Wallon).

## Spanske og østrigske krav på titlen
Den habsburgske prins Filip den Smukke af Kastilien (1478–1506) var regerende hertug af Brabrant fra 1482 til 1506. I sit sidste leveår var han desuden konge af en del af Spanien i nogle få måneder. Han døde 28 år gammel.
Frem til år 1700 var Spanien og Brabant en del af en personalunion, hvor Filip den Smukkes efterkommere både var konger af Spanien og regerende hertuger af Brabant.
I år 1700 dør Spaniens sidste habsburgske konge Karl 2. af Spanien (tiptipoldesøn af Filip den Smukke), hvorefter en bourbonsk fransk prins (Filip 5. af Spanien) bliver konge af Spanien og regerende hertug af Brabant. Dette udløser Den spanske arvefølgekrig (1701–1714). Ved Freden i Utrecht i 1713 afstår Filip 5. Brabant og de øvrige Spanske Nederlande til den habsburgske kejser af Det tysk-romerske Rige. 
Frem til 1795 var Brabant og de øvrige Østrigske Nederlande i  personalunion med Østrig.
På trods af, at Spanien havde afstået Brabant til Østrig i 1713, fortsatte de bourbonske konger af Spanien med at kalde sig hertuger af Brabant.

## Belgiske kronprinser
Det historiske hertugdømme Brabant havde i det meste af tiden Bruxelles som hovedstad. Området udgør kernen både i de habsburgske Nederlande og i det nuværende Belgien. 
I 1840 udnævnte kong Leopold 1. af Belgien sin 5-årige søn (den senere kong Leopold 2. af Belgien) til hertug af Brabant. Nogle af de senere belgiske konger har også givet titlen til deres ældste sønner. Den nuværende konge har dog givet titlen til sin ældste datter.
- 1840–1865: Leopold (1835 – 1909), hertug af Brabant til 1865, derefter konge som Leopold 2. af Belgien.
- 1865–1869: Leopold, hertug af Brabant (1859–1869), død som 9-årig.
- 1909–1934: Leopold (1901–1983), hertug af Brabant til 1934, derefter konge som Leopold 3. af Belgien til 1951.
- 1934–1951: Boudewijn (1930 – 1993), hertug af Brabant til 1951, derefter konge som Baudouin af Belgien.
- 1993–2013: Filip (født 1960), hertug af Brabant til 2013, derefter konge som Philippe af Belgien.

## Belgiske kronprinsesser
De belgiske kronprinsesser (gemalinderne til hertugerne af Brabant) har  båret titlen hertuginde af Brabant. Det var:
- 1853–1865: Marie Henriette af Østrig (1836–1902), hertuginde af Brabant til 1865, derefter dronning, gift med Leopold 2. af Belgien.
- 1926–1934: Astrid af Sverige (1905–1935), hertuginde af Brabant til 1934, derefter dronning, gift med Leopold 3. af Belgien.
- 1999–2013: Mathilde af Belgien (født 1973), hertuginde af Brabant til 2013, derefter dronning, gift med Philippe af Belgien.

## Hertuginde i egen ret
I 1991 får mænd og kvinder lige arveret til den belgiske trone. Dette betyder bl.a., at prinsesser får arveret forud for deres yngre brødre. 
Da Philippe blev konge i 2013, blev hans ældste barn (Elisabeth af Belgien) automatisk tronfølger. Kong Philippe udnævnte sin ældste datter til hertuginde af Brabant i hendes egen ret (Suo jure). 